# Campylium quisqueyanum
Campylium quisqueyanum là một loài rêu trong họ Amblystegiaceae. Loài này được W.R. Buck mô tả khoa học đầu tiên năm 1988.